# Девојачко вече (филм)
Девојачко вече је  српски филм из 2024 године редитељке Ђурђе Тешић по сценарију Јелене Илић. Од 8. марта 2024 године филм је доступан на стриминг платформи Аpollon.

## Радња
Прича прати пет девојака у тридесетим годинама, блиских другарица из детињства.
Одрасле су у предграђу, делећи сваки тренутак одрастања.
Како то живот често уреди, интересовања су их одвела на различите стране, те је и њихово пријатељство претрпело последице.
Ипак, након много времена, окупљају се поводом венчања једне од њих.
Организују девојачко вече и одлучују да га прославе заједно.
Као што то често бива, ствари се не одвијају по очекиваном плану.
У изнајмљеној кући, током 24 сата, дешавају се разне комичне, нежне и драматичне ситуације, које њихово пријатељство стављају на тест.
Ипак, девојачко вече ће девојке додатно приближити, учврстити и обновити њихово пријатељство...

## Улоге
| Глумац                | Улога        |
| --------------------- | ------------ |
| Милица Трифуновић     | Миша         |
| Нина Нешковић         | Гала         |
| Јована Беловић        | Ружа         |
| Миња Пековић          | Аја          |
| Александра Аризановић | Иконија      |
| Јован Савић           | стрипер Деки |
| Александар Вучковић   | Немања       |
| Немања Оливерић       | Ђоле         |
| Александра Николић    | комшиница    |
| Алекса Михајловић     | момак        |
| Татјана Венчаловски   | матичарка    |
| Илија Николић Светац  | таксиста     |